# Troy, Illinois
Troy är en stad (city) i Madison County i den amerikanska delstaten Illinois med en yta av 11 km² och en folkmängd, som uppgår till 8 524 invånare (2000).
Politikern Paul Simon bodde i Troy och var ansvarig utgivare för tidningen Troy Tribune som numera heter Troy Times-Tribune. I staden finns sedan 2005 ett museum dedicerat till honom, U.S. Senator Paul Simon Museum.